# ارمیاس فهیمی
ارمیاس فهیمی (نام علمی: Eremias fahimii) (که معمولاً به نام تیزروی فهیمی شناخته می‌شود) گونهای سوسمار از خانواده سوسماران راستین است که در ایران یافت می‌شود.
در استان مرکزی تا ضلع غربی استان تهران یافت می‌شود. همچنین ممکن است در استان‌های البرز، قم، قزوین و زنجان یافت می‌شود.